# Kima
Kima is een geslacht van spinnen uit de familie springspinnen (Salticidae).

## Soorten
De volgende soorten zijn bij het geslacht ingedeeld:
- Kima africana Peckham & Peckham, 1902
- Kima atra Wesolowska & Russell-Smith, 2000
- Kima montana Wesolowska & Szeremeta, 2001
- Kima reimoseri (Lessert, 1927)
- Kima variabilis Peckham & Peckham, 1903